# Eaton Canyon
Pour les articles homonymes, voir Eaton.
Ne doit pas être confondu avec Canyon Eaton.
Eaton Canyon est un important canyon situé à proximité des monts San Gabriel, dans la Forêt nationale d'Angeles, au nord de la zone urbaine du Grand Los Angeles. Il alimente le Rio Hondo (en), et doit son nom au juge Benjamin S. Eaton qui habitait près de Eaton Canyon.

## Galerie

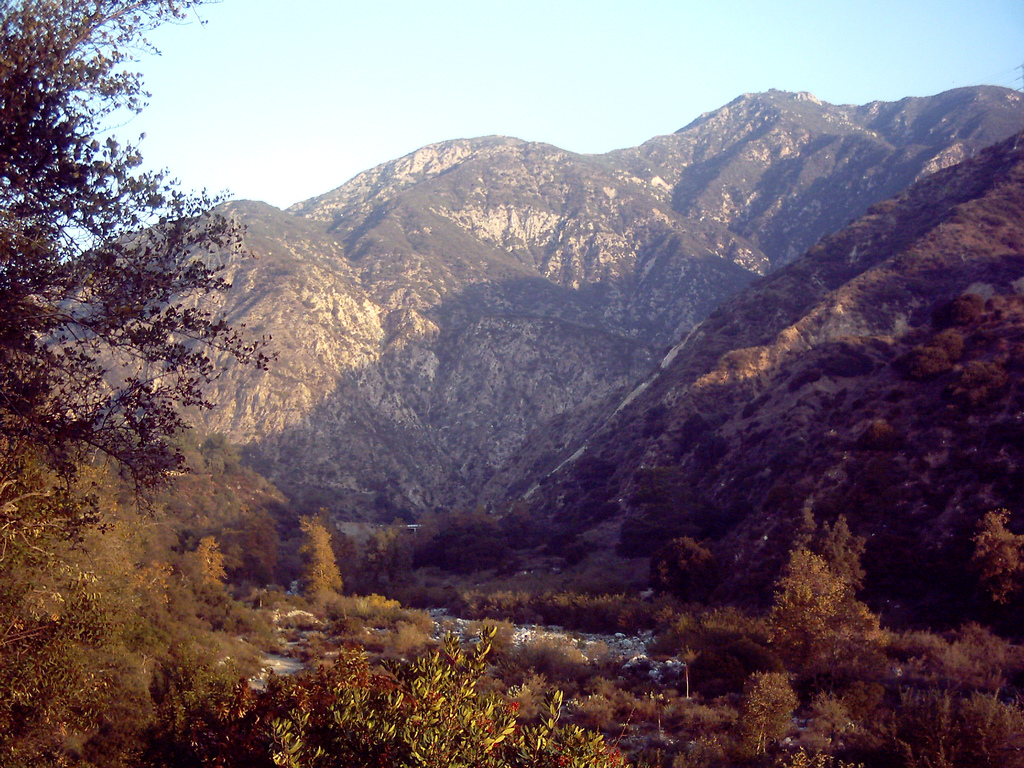
Eaton Canyon
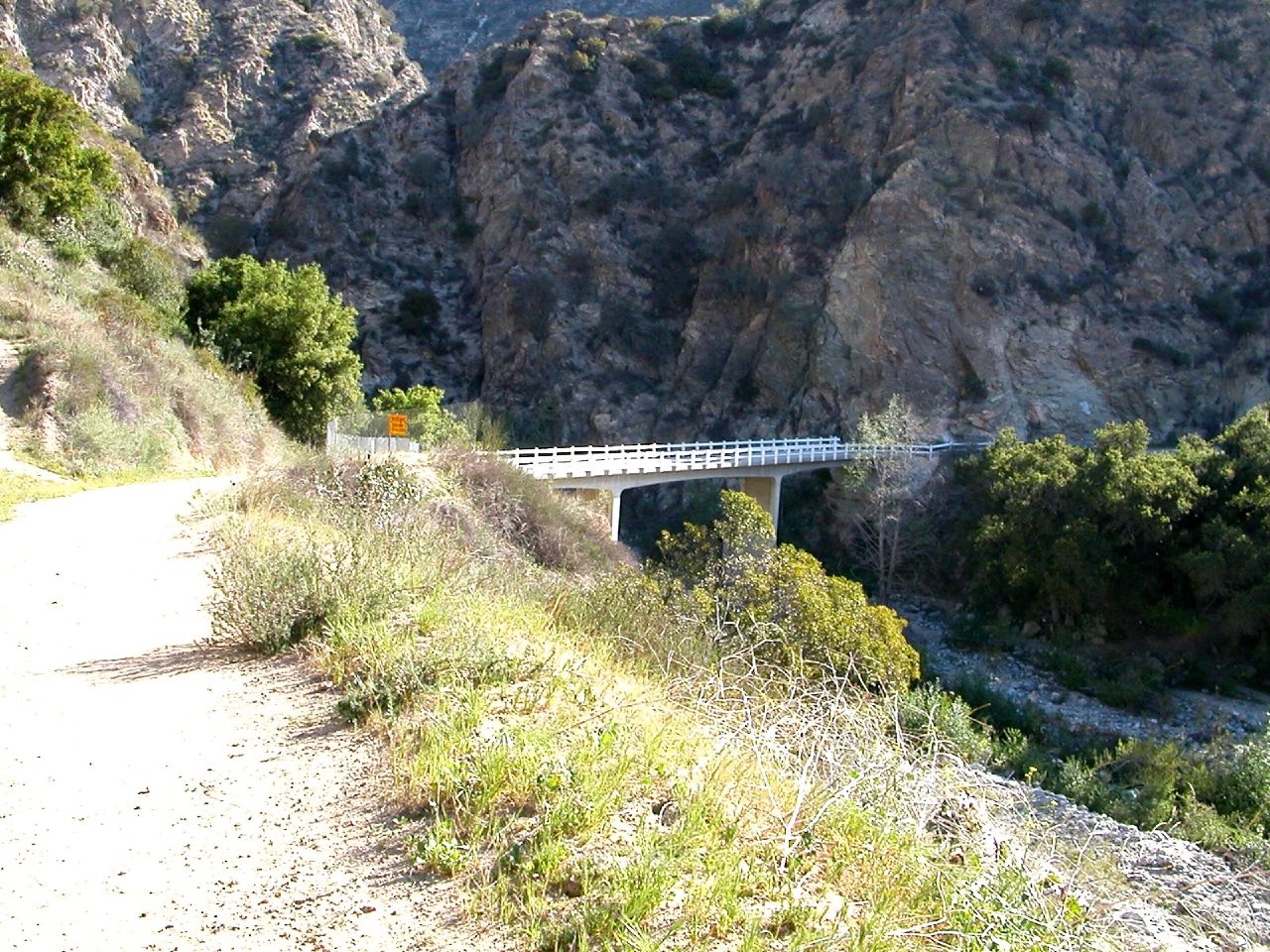